# Картопляний бойкот у ПАР
Картопляний бойкот у 1959 році — споживчий бойкот в епоху апартеїду на знак протесту проти рабських умов роботи на картопляних плантаціях в Беталі (нині в складі провінції Мпумаланга в ПАР). Бойкот почався в червні 1959 року і закінчився у вересні того ж року. Видатними постатями руху були Герт Сібанде, Рут Ферст, Майкл Скотт і Генрі Нксумало.

## Події, що призвели до бойкоту картоплі
Як повідомляв один з учасників бойкоту в Беталі, юнаки африканського походження зазвичай потрапляли на картопляні ферми внаслідок затримань за порушення пропускного режиму (чорношкірі, щоб потрапити на тимчасову роботу в «білі» райони, мали перепустку з обмеженим терміном дії). У них відбирали одяг, а натомість їм доводилося носити звичайні мішки. Вони спали на бетонних підлогах і копали картоплю голими руками. Бригадири били хлопчиків, нерідко до смерті, і закопували трупи на полях, не повідомляючи про смерть родичам.
В знак протесту проти подібного свавілля лідери громад вирішили бойкотувати картоплю з ферм в Беталі У 1940-х роках видатний лідер Герт Сібанде зіграв важливу роль в організації протестів і доведенні до громадськості інформації про умови праці на плантаціях в Беталі, куди він сам влаштувався на роботу з цією метою. Його відомості були опубліковані у виданнях New Age / The Guardian за сприяння журналістів Рут Ферст і Майкла Скотта в 1947 році. У 1952 році Генрі Нксумало також опублікував в журналі Drum статтю, в якій повідомлялося про незадовільні умови праці на фермах в Беталі. Журналісти цього журналу були ознайомлені з добіркою документів і судовими матеріалами за страховими випадками побиття, які мали місце в 1940-х роках, в тому числі у справі про побиття робочого до смерті в 1944 році. Хендрік Френс Фервурд відкинув ці висновки в парламенті і назвав їх «найбільш несправедливою атакою, заснованою на необґрунтованих узагальненнях».

## Картопляний бойкот
Після Кампанії непокори 1952 року і проведення Народного конгресу в 1955 році уряд, що складався в той час виключно з членів таємного «Братства африканерів», заборонив більшість форм політичних виступів, а також наклав заборону на участь в політиці для ряду опозиціонерів. Представники Африканського національного конгресу (АНК), Південноафриканського конгресу профспілок, Південноафриканського індійського конгресу (SAIC), Південно-Африканської організації кольорових народів / САКПО і Конгресу демократів створили об'єднаний орган, який називався Конгрес «Альянс». Конгрес закликав до бойкотів з метою боротьби за рівність рас в Південній Африці. Бойкоти споживчих товарів набули популярності, оскільки приводили до меншого числа жертв у порівнянні з іншими формами опору. Крім картопляного бойкоту, отримали загальнонаціональну популярність також автобусний бойкот в м. Александра 1957 року, бойкот Пивного залу, а також бойкот «Dipping Tanks», ініційований жінками в Наталі.
26 червня 1959 року Південноафриканський конгрес профспілок оголосив національний бойкот картоплі у відповідь на незадовільні умови праці робітників в Беталі в Східному Трансваалі, тепер відомому як Мпумаланга. Більше 60 000 осіб узяли участь в кампанії на підтримку бойкоту біля фонтану Керрі в Дурбані.
Бойкот картоплі в 1959 році вважається одним з найуспішніших бойкотів, підтриманих АНК. Багато людей, як чорні, так і білі, відмовилися купувати картоплю, яка в той час була основним продуктом харчування для багатьох людей. Сетсваннунг Молеф, прихильник АНК з селища Олександра в Йоганнесбурзі, стверджував, що: «Бур, що вирощував картоплю на своїй фермі, мав звичай бити своїх „ледачих“ робітників кийком. Він не ховав їх, замість цього він використовував їх як компосту на своїй картопляної фермі. (…) Виходить, що їсти таку картоплю — все одно що їсти людську плоть».
В результаті бойкоту уряд призначив комісію з розслідування умов праці робітників. Фермери на картопляних фермах також були змушені поліпшити умови праці працівників на своїх фермах. У серпні 1959 року Альянс Конгресу випустив листівки під назвою: «Бойкот картоплі припинено. Це перемога наших людей і попередження для фермерів». Бойкот був остаточно припинений у вересні 1959 року. Його успіх дав африканцям впевненість в тому, що і інші акції протесту будуть успішними.
Раніше, у 1957 році, Конгрес Альянс ініціював масовий бойкот підприємств, контрольованих націоналістами. Серед продуктів, які підпали під бойкот, були сигарети Rembrandt, кава Senator Coffee, чай Braganza, рибні консерви Glenryck, Neptune і Protea, а також сільськогосподарські продукти Laaiplek Farm Feeds.

## Міжнародна реакція
Споживчі бойкоти в Південній Африці привернули міжнародну увагу з боку груп по боротьбі з апартеїдом у Великій Британії, Канаді, Австралії та Новій Зеландії, які також почали бойкотувати сигаретні вироби Rembrandt. Бойкот в Британії почався в 1950-х роках. Альберт Лутулі і Дума Нокве зустрілися з лондонськими прихильниками боротьби проти апартеїду. У відповідь Лутулі, президент Південноафриканської індійського конгресу (SAIC) Найкер і Пітер Браун з Ліберальної партії виступили зі спільною заявою, де йшлося: «Економічний бойкот — це один із способів, за допомогою якого світ може переконати південноафриканська влада в тому, що вони повинні виправитися або понести наслідки… Тому ми закликаємо мешканців Великої Британії завдати удару на підтримку свободи і справедливості в Південній Африці».